# Impeccantia claterna
Impeccantia claterna là một loài ruồi trong họ Tachinidae.